# 동아대학교 명현초상 일괄
동아대학교 명현초상 일괄(東亞大學校 名賢肖像一括)은 부산광역시 서구에 있는 초상화이다. 2017년 7월 19일 부산광역시의 유형문화재 제182호로 지정되었다.

## 지정사유
동아대 명현초상 일괄은 성현(聖賢)을 그린 <공자 초상(孔子肖像)>1점과 그의 제자, <주자 초상(朱子肖像)>1점을 비롯하여 <기자 초상(箕子肖像)>1점, <제갈무후 초상(諸葛武侯肖 像)>1점 그리고 조선의 유학자 <송시열 초상(宋時烈肖像)>1점으로 모두 5점으로 구성되어 있다. 초상의 현황은 화면구성을 비롯해서 사용된 바탕지와 장황방식까지 상이한 방식이 적용되었으나 표현기법과 함께 찬문의 서체는 5점 모두 동일하게 나타난다. 성리학과 예학에 조예가 깊고 문장이 뛰어났던 송시열의 후손 송내희의 글이 남아 있어 송시열 초상을 중심으로 동시대에 조성된 것으로 짐작된다.
그림 상단 좌우로 찬문이 기록되어 있고, 특히 기자 초상의 뒷면에 ‘은진후송내희근서(恩 津後宋來熙謹書)’라 적혀있어 초상화 5점 모두 송내희(1791-1867년)가 작성한 것으로 밝히고 있다. 송내희는 송시열의 후손으로써 동아대 본 5점의 초상을 송시열 집안 혹은 송시열을 모시는 서원에서 모셨던 것으로 짐작된다. 현존하는 명현초상에 비해 화격이 떨어진다. 다만 초상에 담긴 외적인 모습부터 전대에 전해져 내려온 명현초상을 고증하여 조성한 점과 더불어 송시열 후손, 송내희가 직접적으로 관여하여 초상이 완성된 점은 기록적 역사성을 부여 할 수 있는 19세기 작품이다.
단일 장소에 유존하는 명현초상 일괄을 한눈에 살펴볼 수 있는 드문 예로 유림문화(儒林文化)의 일면을 확인시켜 주고 있어 시대성 및 회화사적 가치가 높다. 그러므로 부산광역시지정 유형문화재로서의 가치는 충분하다고 생각된다.

## 참고 문헌
- 동아대학교 명현초상 일괄 - 국가유산청 국가유산포털